# Phyllocnistis minimella
Phyllocnistis minimella är en fjärilsart som beskrevs av Van Deventer 1904. Phyllocnistis minimella ingår i släktet Phyllocnistis och familjen styltmalar. Inga underarter finns listade i Catalogue of Life.